# 포도주 숙성

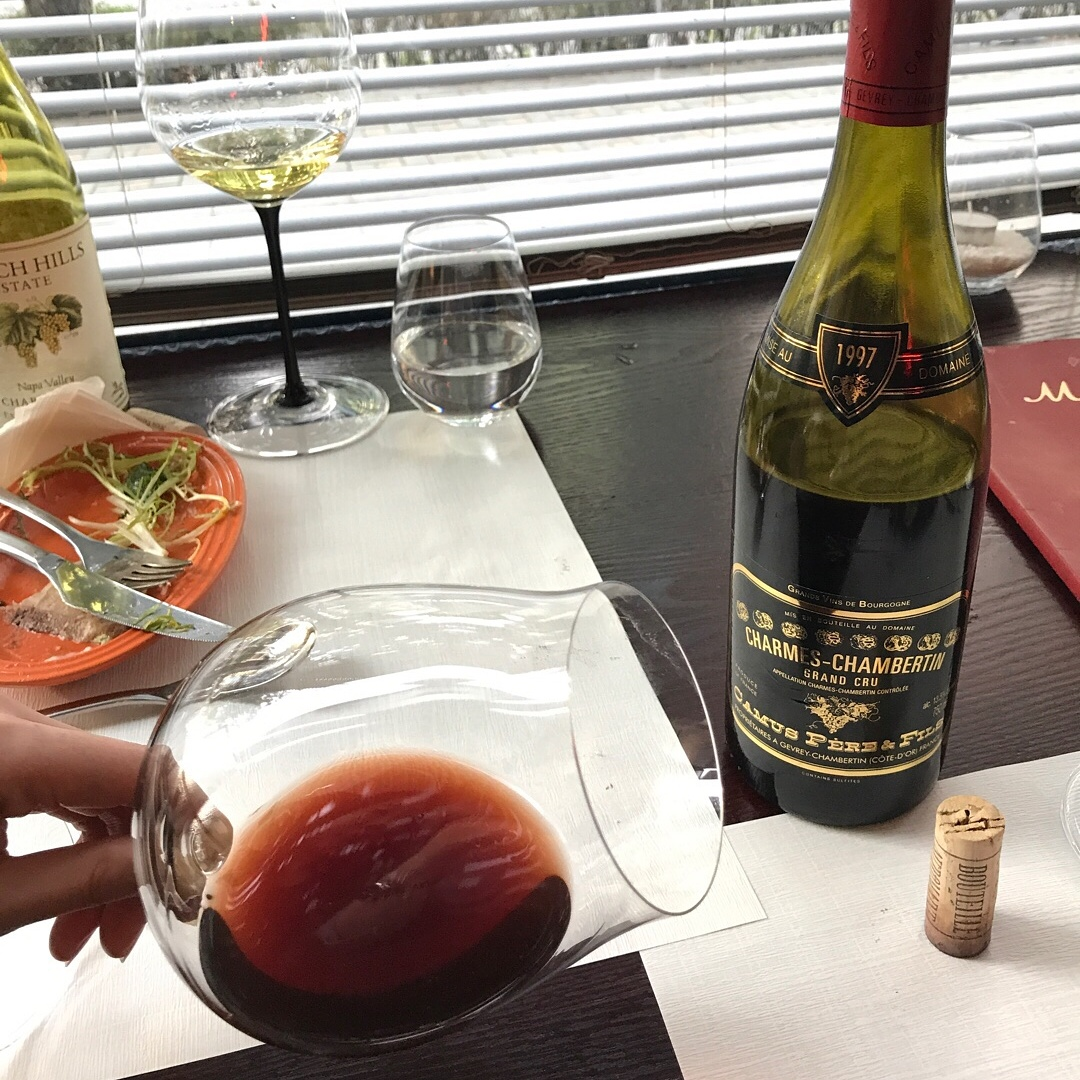
포도주가 숙성될수록 색이 오렌지에서 갈색으로 변한다

포도주 숙성(葡萄酒熟成, 영어: aging of wine)이란 포도주에 포함되어 있는 당, 산, 페놀류 물질 등은 복합적인 화학 작용을 통해 향, 색, 질감 등이 변하는 것이다. 이 과정에서 포도주의 품질이 개선되기도 하며, 이것은 다른 소비재와 구별되는 고유한 특성이다. 하지만 모든 포도주가 숙성 시 품질이 개선되는 것은 아니며 오히려 장기 보관 시 포도주가 변질될 수도 있다. 숙성 가능 정도는 포도 품종, 빈티지, 양조 방식, 포도주 생산 지역 등에 따라 상이하다. 병입 후 포도주의 보관 상태에 따라서도 숙성정도가 달라지기 때문에, 적절한 보관 환경을 조성하기 위해서 상당한 시간과 비용이 투자되기도 한다.따라서 일부 오래된 포도주들은 천문학적인 가격에 거래되기도 한다. 하지만 대부분의 포도주는 장기 숙성에 적합하지 않은데, 약 90%의 포도주는 생산 후 일년 이내, 99%의 포도주는 생산 후 5년 이내에 마시는 것이 가장 적절하다고 추정된다.

## 역사

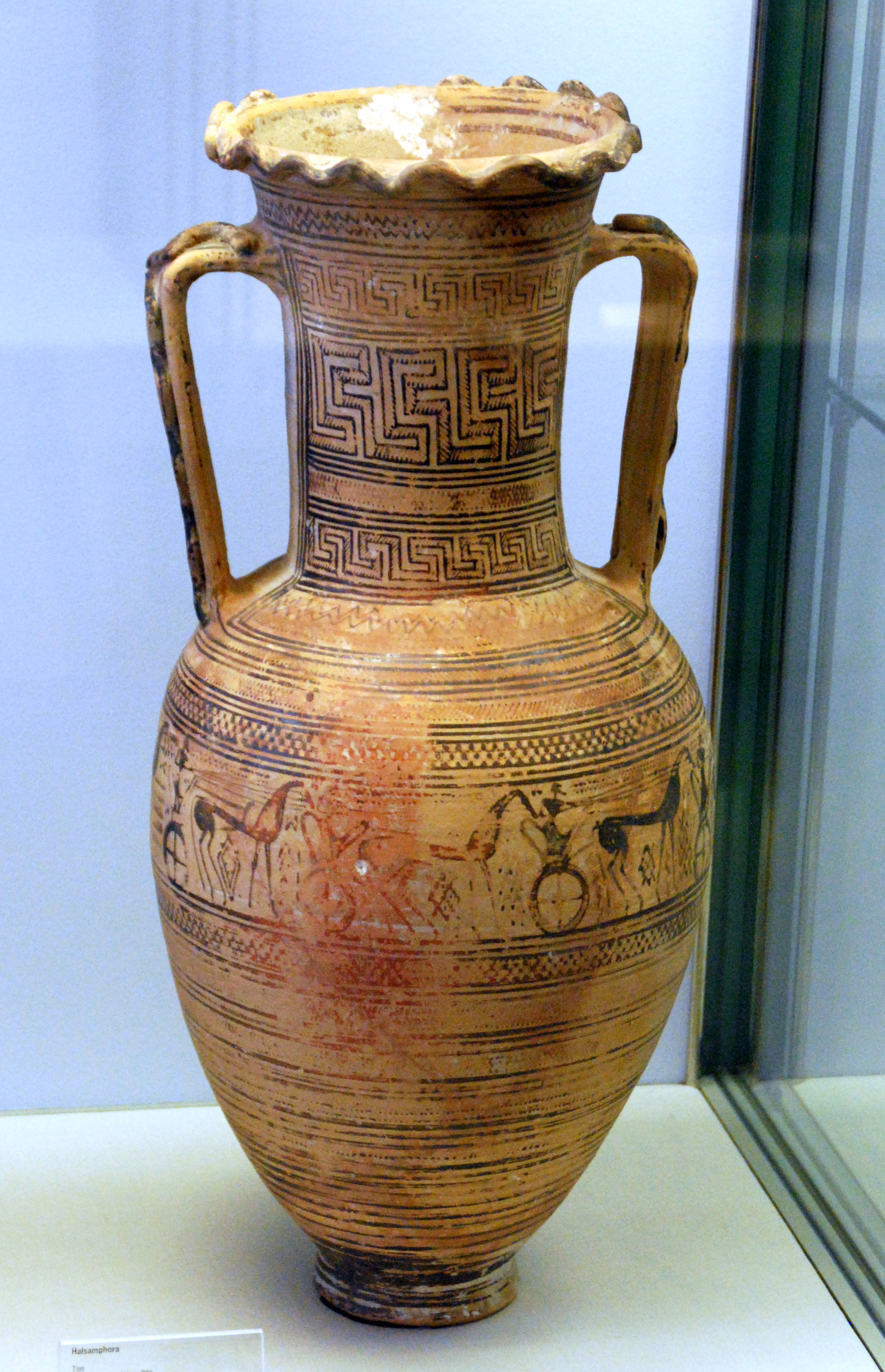
그리스 시대의 암포라

고대 그리스인들과 로마인들은 포도주가 숙성가능한 것임을 인지하고 있었다. 그리스에서는 ‘스트로 포도주’(Straw wine; 밀짚이나 갈대 위에서, 한번 건조 시킨 포도를 발효시켜 만든 디저트용 포도주)가 당분 함량이 높아서 오랫동안 보관될 수 있음을 알았다. 이러한 포도주들은 ‘암포라’ 라는 도자기에 담겨 몇 년간 보관되기도 했다. 로마의 경우 집정관의 이름을 본뜬 팔레르노라는 포도주가 있었는데, 이것은 몇 십년간 장기 숙성이 가능했다. 누가복음에는 ‘새 포도주’보다 ‘오래된 포도주’가 더 가치롭다고 서술되어 있다. 그리스의 의사 갈레노스(AD 129~200)에 의하면 포도주를 가열하거나 살짝 태울 경우 숙성된 포도주와 비슷한 맛을 내게 할 수 있지만, 천연 숙성된 포도주에 비해서 건강에 좋지 않을 수 있다고 하였다.

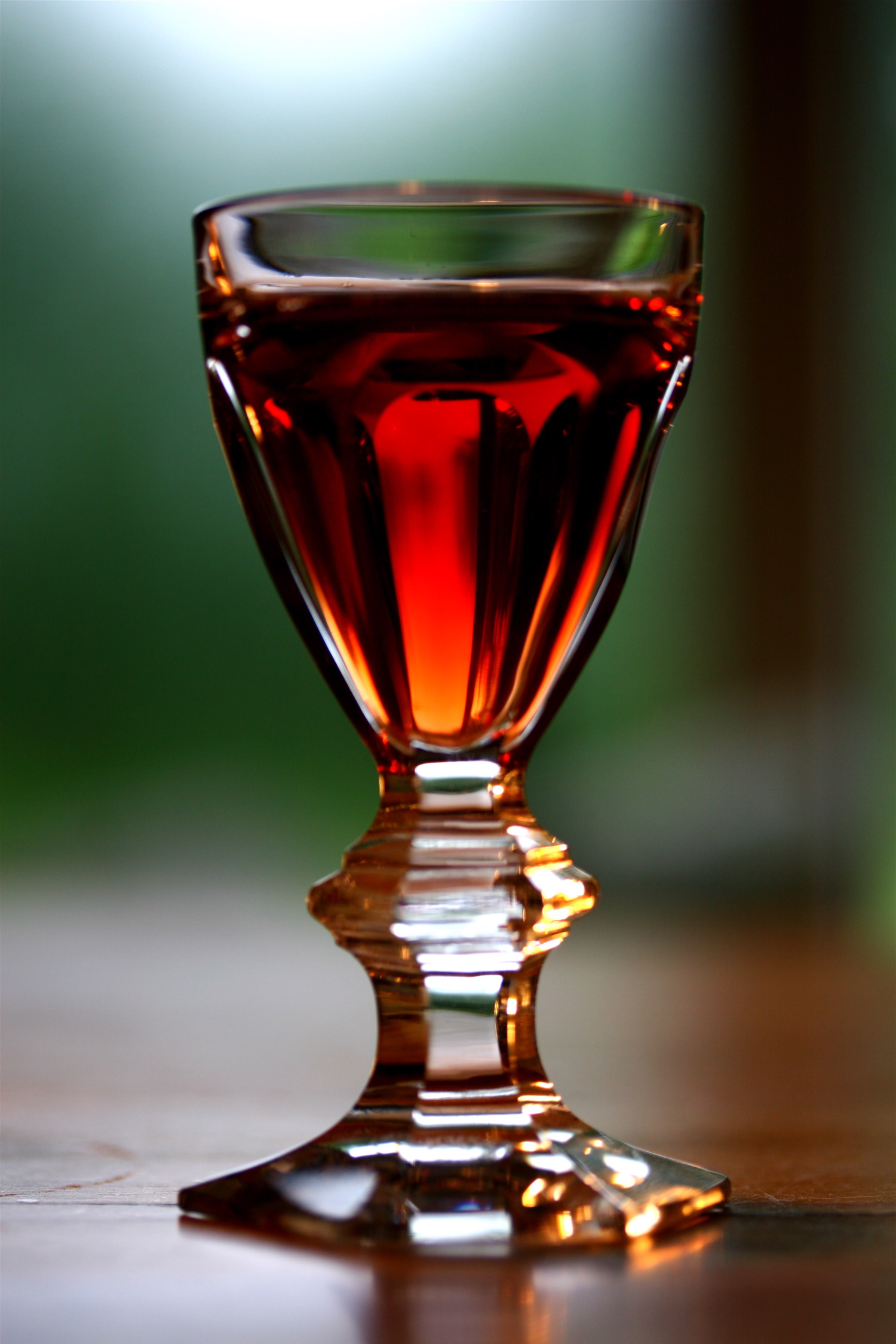
포트 포도주는 당도가 매우 높은 디저트 포도주이다.

로마 제국의 몰락 이후에는 숙성된 포도주 자체가 거의 없었는데, 이는 유럽에서 생산된 대부분의 포도주가 라이트 바디에 알코올 함량이 낮았기 때문이다. 이러한 포도주들은 몇 달 안에 식초처럼 변해 버리기 때문에 숙성에 적합하지 않다. 따라서 당시에는 오히려 오래된 포도주들이 헐값에 팔려 나갔다. 16세기 즈음에는 지중해 지역에서 더 당도가 높고 알코올 함량이 높은 포도주가 생산되기 시작함에 따라 더 오랫동안 보관이 가능해졌다. 유사하게 독일의 리즐링의 경우도 충분한 알코올과 당분이 포함되어 있어 장기 숙성이 가능했다. 17세기에 들어 2가지 혁신에 의해 포도주 숙성에 대한 인식이 크게 달라졌다. 첫 번째는 코르크와 병의 개발로, 공기와의 접촉을 최소화하여 포도주를 보관할 수 있게 된 것이다. 두 번째는 포트, 마데이라, 셰리와 같은 주정강화 포도주의 생산량이 급격하게 늘어난 것이다. 첨가된 알코올은 방부제의 역할을 하여, 포도주가 영국, 미국, 동인도 등으로 수출이 가능해졌다. 특히 영국의 경우 포트 포도주나 보르도 지역의 클라레 포도주 같이 장기 숙성 가능한 포도주에 대한 수요가 급격히 늘어났고, 이것이 포도주 무역에 많은 영향을 미쳤다. 포도주를 보관하기 위한 공간과 추가적인 비용이 필요하여 소규모 상인 계층이 포도주 매매를 하는 것에 장벽이 되었다. 이에 따라 포도주 사업은 보관 창고를 소유한 규모가 큰 업자들이 주로 담당하게 되었다.

## 숙성 잠재력
일반인들이 보편적으로 가지고 있는 오해는 포도주가 숙성되면 될수록 무조건 품질이 개선된다는 것과, 오래 숙성 가능한 포도주일수록 좋은 포도주라는 것이다. 몇몇 작가들은 대부분의 포도주가 너무 어릴 때 시음되기 보다는, 되려 너무 나이가 들어 시음되는 경우가 많다고 한다. 숙성될 경우 포도주는 화학적으로 변하게 되지만, 필연적으로 좋아지거나 나빠지는 것은 아니다. 과일향의 경우, 병입 직후 6개월간 급격하게 사라지게 된다. 보관 비용을 고려할 경우 저렴한 포도주를 숙성시키는 것은 경제적으로 적절하지 않을 뿐더러, 대부분의 포도주는 숙성한다고 품질이 개선되지도 않는다. 전문가들에 따르면 정확하지는 않지만 약 5~10%의 포도주만이 1년 정도 숙성할 경우 품질이 개선되고, 1% 미만의 포도주가 5~10년 이상 숙성가능하다고 한다.
일반적으로 pH가 낮은 포도주(피노누아, 산지오베제 등)가 더 장기 숙성 가능하다. 적포도주의 경우 카베르네 쇼비뇽, 쉬라, 네비올로와 같이 페놀 함량이 높은 포도주가 더 장기 숙성 가능하다. 백포도주의 경우 산도가 높을수록 더 오래 숙성이 가능한데, 이는 포도주의 산이 방부제와 같은 역할을 하기 때문이다. 백포도주는 양조 시 껍질과 접촉을 하지 않거나 접촉 시간을 최소화하기 때문에 포도주에 페놀 성분이 매우 적으며, 오크 배럴에서 발효시키거나 오크 숙성을 시킬 때 약간 페놀 함량이 높아질 수 있다. 유사하게, 로제 포도주 또한 껍질 접촉 시간에 따라 숙성가능정도가 달라질 수 있다.
포트, 셰리, 아이스, 스파클링 포도주의 경우 시음 적기가 되었다고 판단될 때 생산자가 병입을 한다. 이런 포도주들은 출시되자 마자 시음하는 것이 좋으며, 숙성시킨다고 해서 품질이 개선되지는 않는다. 일부 빈티지 포트 포도주의 경우에는 추가적으로 몇 년 숙성 과정을 거쳐 좀 더 품질이 나아질 수 있다.

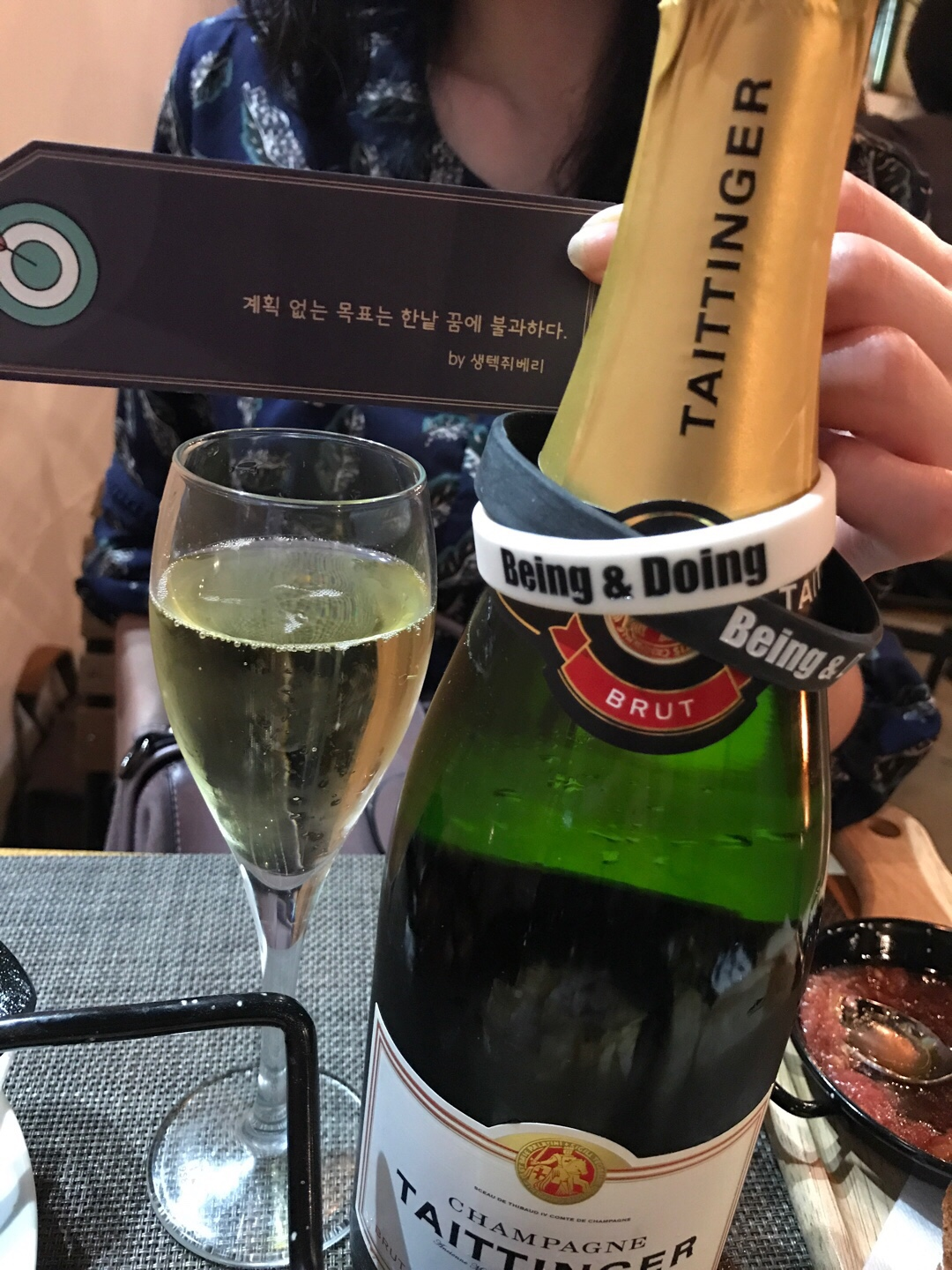
NV 샴페인의 경우 거의 숙성시키지 않는다

샴페인과 다른 스파클링 포도주들은 보통 숙성되지 않으며 빈티지가 없는 경우가 많은데(NV; No Vintage), 빈티지가 있는 샴페인들의 경우 숙성시키는 것이 좋다. 숙성된 빈티지 샴페인의 경우 특히 영국에서 큰 인기를 끌어 ‘le goût anglais’ (영국의 맛) 이라고도 불리며, 이는 샴페인의 당도를 나타내는 표현으로도 사용된다. 샴페인의 경우 산도에 의해 이해 숙성 잠재력이 있으며, 1996년 빈티지부터 미국에서 폭발적인 인기를 끌었다. 일부 프랑스 포도주 양조자들은 숙성된 샴페인을 선조하며, 대표적인 양조자로는 René Collard(1921-2009)가 있다. 2009년 184년 숙성된 Perrier-Jouët의 포도주가 시음되었는데, 여전히 마실만 하였으며 트러플과 카라멜의 향이 났다.

### 숙성 잠재력이 낮거나 없는 포도주
Master of Wine Jancis Robinson의 가이드라인에 의거함
- 독일 QBA(Qualitätswein bestimmter Anbaugebiete)
- 다스티, 모스카토 스푸만테
- 로제 (화이트 진판델 등)
- 유럽의 테이블 포도주
- 미국의 팩 포도주
- 저급 포트, 셰리 포도주
- 기타 : 옐로우 테일, 무톤 카데와 같은 포도주

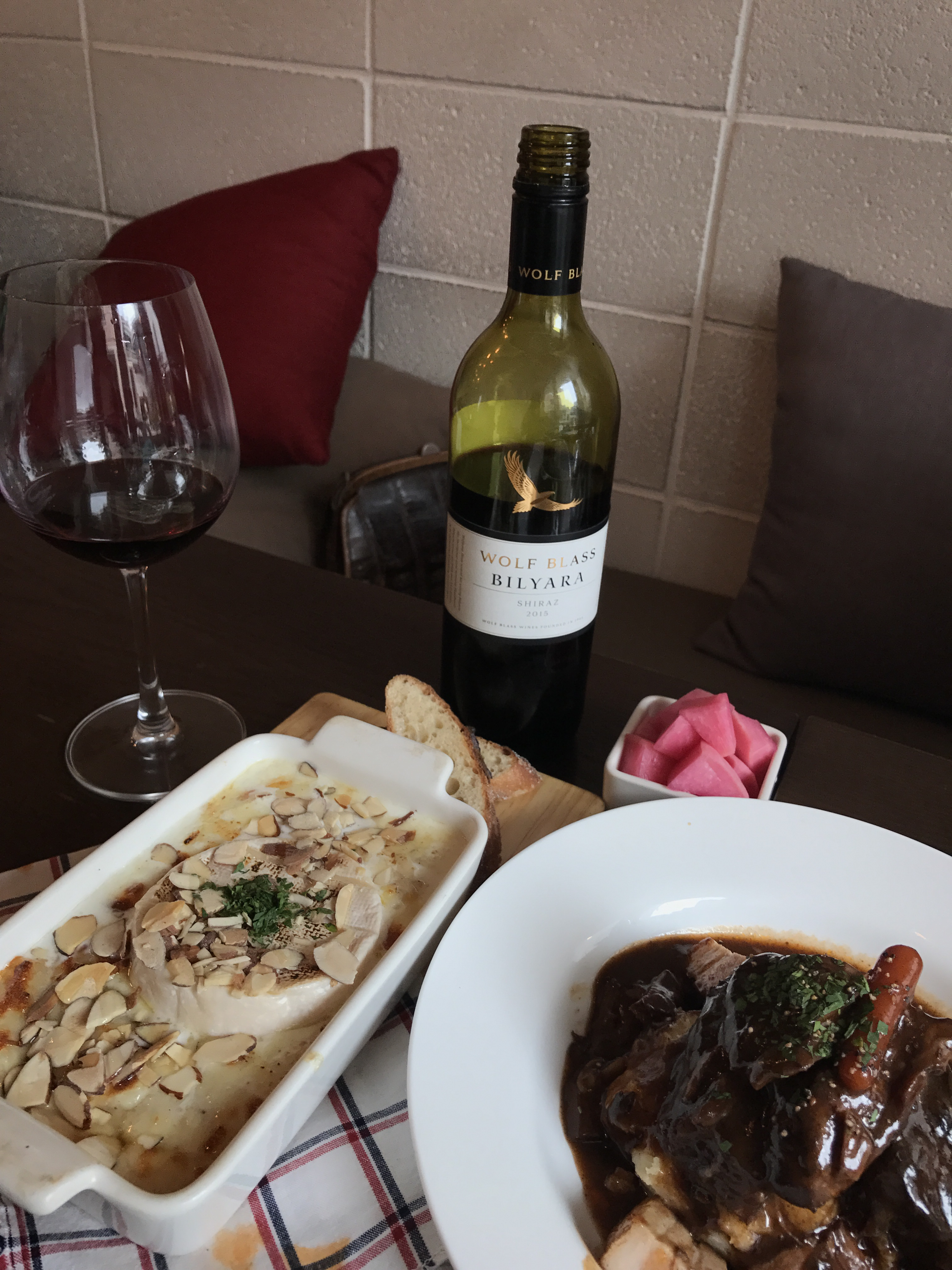
호주의 쉬라는 탄닌이 많아 장기 숙성에 적합한 포도 품종이다

### 숙성 잠재력이 높은 포도주
포도 품종 자체가 숙성 잠재력이 높다고 해도, 빈티지나 생산지역, 양조 스타일에 따라 숙성 잠재력은 매우 상이함을 명시해야 한다.
- 귀부 포도주 (5~25년)
- 카베르네 쇼비뇽 (4~20년)
- 메를로 (2~10년)
- 네비올로 (4~20년)
- 피노누아 (2~8년)
- 산지오베제 (2~8년)
- 쉬라 (4~16년)
- 진판델 (2~6년)
- 보르도 블렌딩 (8~25년)
- 브루고뉴 그랑크뤼 (~25년)
- 샤르도네 (2~6년)
- 리즐링 (2~30년)
- 헝가리 푸르민트 (3~25년)
- 슈넹 블랑 (4~30년, Loire Valley)
- 세미용 (6~15년, Hunter Valley)
- 알리아니코 (4~15년)
- 바가 (4~8년)
- 헝가리 카다르카 (3~7년)
- 불가리 멜니크 (3~7년)
- 그루지아 사페 (3~10년)
- 마디랑 따낫 (4~12년)
- 스페인 템프라뇨 (2~8년)
- 빈티지 포트 (20~50년)

## 영향을 미치는 요소

### 포도주의 성분
당분, 산, 페놀 성분 등의 비율은 포도주의 숙성 잠재력을 결정하는 가장 중요한 요소 중 하나이다. 수확 전 포도에 수분이 적을 경우 숙성 잠재력이 높아지며, 포도 품종과 기후, 빈티지와 양조 과정 또한 영향을 미친다. 상대적으로 포도 껍질이 두꺼울수록 페놀 성분의 함량이 커지고, 건조한 기후이며 배수가 잘 될수록 당분 함량, 산, 페놀 함량의 성분이 높아지게 된다. 아이스 포도주를 예로 들면, 포도가 추운 겨울철 얼면서 수분함량이 낮아지고 당도가 높아지게 되어 숙성 잠재력이 높아지게 된다.
양조 과정에서는 침용을 하는 기간이나 껍질과의 접촉 시간에 따라 포도주의 페놀 성분 함량이 달라지게 된다. 탄닌, 안토시아닌, 콜로이드, 탄닌 다당류, 탄닌 단백질들은 포도주의 색에 영향을 미칠 뿐 아니라 방부제로 작용한다. 발효과정에서 포도주는 산도를 조절하여 pH가 낮을수록 숙성 잠재력이 높아진다. 또한 오크 배럴에서의 발효나 오크 숙성에 의해 포도주에 페놀 성분이 많아지면 숙성 잠재력이 높아질 수 있다. 병입 전 지나치게 여과할 경우 포도주의 페놀 성분이 걸려서 숙성 잠재력이 낮아질 수도 있다.

### 보관 상태

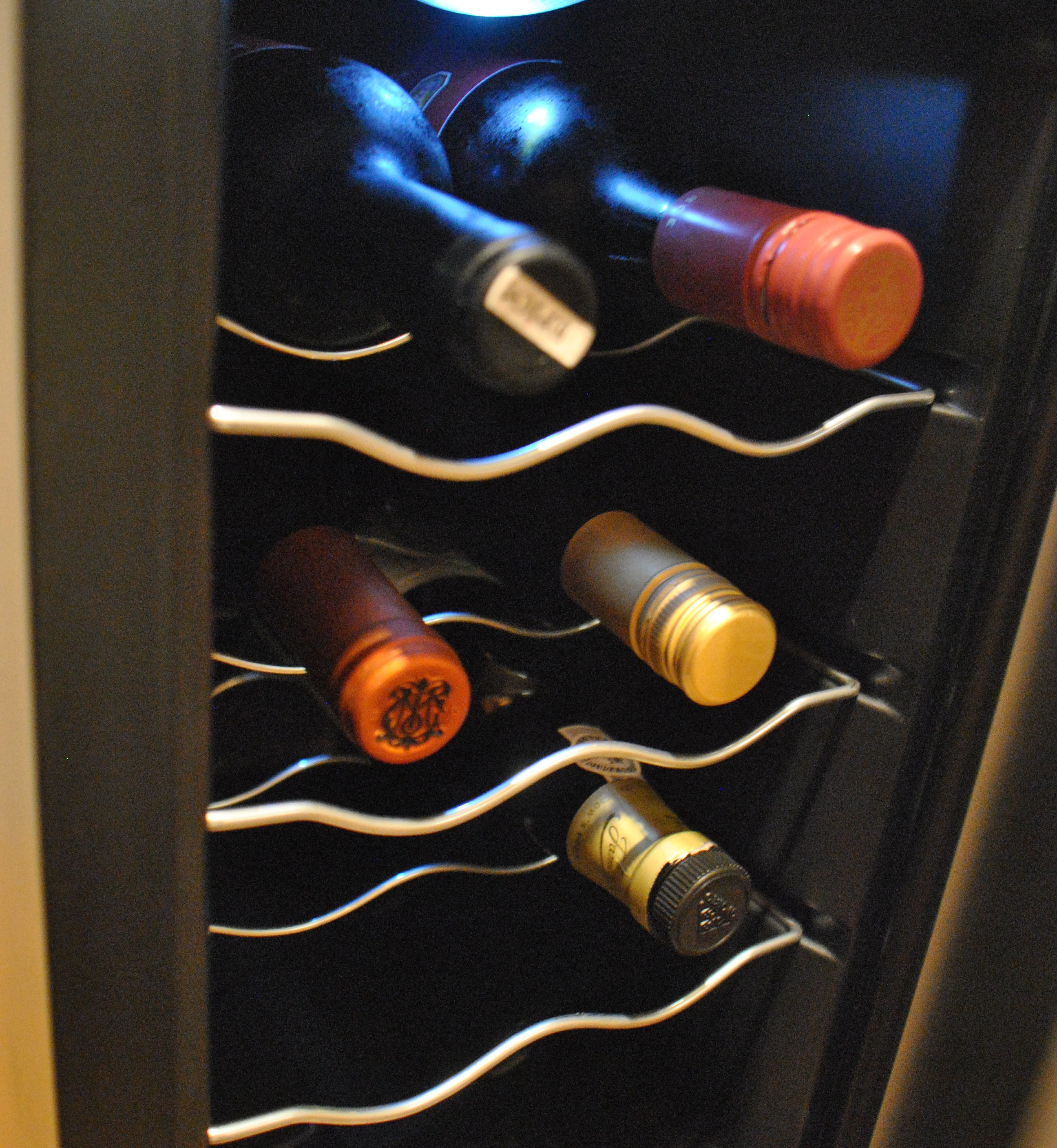
포도주 셀러로 일정한 온도에서 포도주를 보관할 수 있다

포도주의 보관 상태는 숙성에 큰 영향을 미치는데, 예를 들어 진동이나 온도 변화는 포도주에 결함을 유발시킬 수 있다. 보편적으로, 숙성 잠재력이 높은 포도주의 경우 적정 온도에서 천천히 숙성될수록 더 복합적인 아로마와 부케를 가지게 된다. 평균적으로 온도가 8 °C 높아질 때마다 화학 작용이 일어나는 속도는 약 2배가 된다. 포도주 전문가 Karen MacNeil은 숙성 목적의 포도주는 약 13°C의 일관된 온도에서 보관하라고 조언한다. 일반적으로 20°C정도의 온도에서 보관될 경우 특별히 결함은 발생하지 않는다. 캘리포니아 대학교의 Cornelius Ough 교수에 따르면 약 49°C의 온도에 몇 시간 노출된 포도주에 결함이 발생하지 않았다고 한다. 그럼에도 불구하고 대부분의 전문가들은 극단적인 온도 변화 (포도주를 방에서 냉장고로 옮기는 것을 반복하는 등)는 포도주에 결함을 유발시킨다. 또한 햇빛의 자외선에 강하게 노출될 경우 급격하게 산화가 발생하여 결함이 발생할 수도 있다.
매그넘(1.5L)이나 제로보암(3L) 등 일반 포도주 병(750mL)보다 큰 병에 병입된 포도주의 경우 상대적으로 숙성이 더 천천히 일어난다. 이것은 큰 병에 담긴 포도주일수록 부피당 병입 이후 산소 노출량이 적기 때문이다. 코르크가 아닌 스크류캡이나 다른 인공 코르크들의 경우 산소가 전혀 투과되지 않기 때문에 숙성이 거의 일어나지 못한다.

#### 보틀 쇼크(Bottle Shock)
병입 과정에서 포도주가 산소에 노출됨에 따라 화학반응이 연쇄적으로 일어나게 된다. 포도주에 산소가 충분히 용해되고 안정화 되는데까지 걸리는 시간을 “보틀 쇼크” 라고 한다. 이 기간 동안 포도주의 맛은 병입 전과 대비하여 극명하게 다르며, 또한 포도주가 안정화 되기 전까지와 비교해서도 매우 큰 차이를 보인다. 따라서 현대 병입 과정에서는 산소와의 노출을 최소화하기 위해 다양한 노력들을 하고 있으나, 모든 포도주들은 어느 정도의 “보틀 쇼크” 기간을 거칠 수 밖에 없다. 이 기간은 포도주마다 아주 다르게 나타난다.

#### 코르크 오염
포도주 병의 코르크가 오래될 경우 오염되어 포도주에 해로운 영향을 미칠 수 있다. 코르크 오염이 발생하는 것은 매우 복잡한 과정으로 오크 나무의 성장 과정이나 코르크 마개를 끼우는 과정, 혹은 코르크에서 번식하는 곰팡이 등에 의해 발현될 수 있다.

#### 벙어리 상태 (Dumb Phase)
숙성 과정에서 포도주가 ‘벙어리 상태’가 될 수 있는데, 이 경우 맛과 향이 거의 느껴지지 않게 된다. 보르도에서는 이 상태를 ‘age ingrat’라고 부르며, 이는 ‘십대’처럼 난해한 청소년기를 의미한다. 이러한 상태가 발현되는 이유나, 유지 기간에 대해서는 아직 밝혀진 바 없으며, 이는 병 따라 무작위하게 발생하는 것으로 보인다.

## 포도주에 미치는 영향
적포도주의 경우 숙성됨에 따라 강한 탄닌이 점차 부드러워지고, 매우 진한 색이 점점 옅어질 수 있다. 포도주의 색은 가장자리부터 오렌지색으로 변하다가 최종적으로는 갈색으로 변한다. 이것은 포도주에 포함되어 있는 페놀성 물질들의 화학 반응에 의한 것이다. 이것은 발효부터 시작하여 병입 이후에도 지속되며, 화학물질들이 서로 결합한다. 최종적으로 이러한 입자들은 특정 크기까지 커지게 되고, 더 이상 용해될 수 없을 정도의 크기가 되면 침전된다. 포도주 병에 가시적으로 관찰되는 침전물들은 이것이 상당히 숙성된 포도주임을 나타내는 것이다. 이렇게 탄닌 함량이 줄어들고 색이 연해짐에 따라 포도주의 맛이 부드럽고 떫은 느낌이 줄어들게 된다. 바닥에 가라앉아 있는 침전물들은 인체에 무해하지만 불쾌한 맛을 낼 수 있기 때문에, 상황에 따라 디켄딩으로 걸러내기도 한다.

에틸 아세테이트

숙성이 진행되면 포도주의 신 맛이 변하는 것처럼 느껴질 수 있는데, 사실 포도주에 포함되어 있는 산의 총 함량은 거의 일정하다. 이것은 산의 에스테르화 작용 때문으로, 알코올과 다른 물질들이 결합하여 에스테르를 만드는 것이다. 이런 에스테르화 작용이 많이 일어날 경우 다른 아로마들이 많이 발현되어 상대적으로 포도주가 덜 시게 느껴질 수 있다. 뿐만 아니라 반대로, 포도주의 탄닌 성분들이 더 부드러워짐에 따라 신 맛이 더 강하게 느껴질 수도 있다. 숙성 과정에서 일어나는 다른 화학 작용에는 가수분해가 있는데, 글루코오스 분자가 분해되고 알데하이드는 산화된다. 이처럼 특정 페놀 물질들의 반응에 의해 3차 아로마가 발현될 수 있으며, 이것은 포도 자체나 양조 과정에서 발현되는 아로마와 다른 것이다.
포도주가 숙성되기 시작하면 부케가 더 발달하게 되어 향이 복합적으로 변한다. 상대적으로 어린 포도주에서는 더 과일 향이 많이 난다면, 숙성된 포도주에는 이 뿐 아니라 꽃, 토양, 미네랄 등 더 복합적인 향이 날 수 있으며 여운 또한 길어진다. 포도주가 시음 적기에 도달할 경우를 ‘피크’라고 하며, 이 상태의 포도주는 최상의 복합성과 부드러운 탄닌감을 가지고 있다. 사실 시음 적기는 포도주마다 다르기 때문에 예측하기가 힘들며, 너무 오랫동안 숙성될 경우 포도주가 노화되어 과일 향이 사라지고 산도만 두드러지게 된다.
자연적으로 에스테르화는 포도주 뿐 아니라 다른 알코올성 음료에서 발생하며, 산-촉매 에스테르화라고 한다. 숙성 과정을 거침에 따라 아세트산과 탄닌이 다른 유기산에 양자(Proton)를 가하게 되고 이때 에탄올이 구핵원자의 역할을 하게 된다. 이 결과 에틸 아세테이트(에탄올과 아세트산이 결합한 에스테르)가 생성된다. 뿐만 아니라 유기 알코올과 다른 유기 산들의 결합에 의해 다양한 종류의 에스테르가 생성되며, 각자의 분자는 다른 맛과 향을 갖게 된다. 물론, 이것들은 황산과 대비하여 훨씬 부드러우며 그 양 또한 적어 어느 정도 에스테르가 형성되기 위해서는 몇 년이 소요된다.

## 기타: 인공적 숙성
자연 숙성 과정을 촉진시키는 인공 숙성 방식이 있다. 고대 로마에서는 Fumarium 이라고 알려진 연기실에서 인위적으로 포도주를 숙성시켰다. 난로 위에 연기실을 설치하고, 그 안에 암포라를 넣어 스모키한 향을 부여하는 동시에 산도를 끌어올렸다. Fumarium 의 과정을 거친 포도주는 숙성된 포도주처럼 색도 변했다. 근대 양조 과정에서는 마이크로-산화 기술을 이용하여 인위적으로 포도주를 숙성시키기도 한다. 마데이라나 란시오 포도주의 경우 인위적으로 고온의 환경에 노출 시켜 숙성을 촉진시킨다. 이 밖에 인위적으로 포도주를 숙성시키는 것에는 포도주를 흔들거나 방사선이나 자석, 초음파 등에 노출시키는 방식이 있다. 최근에는 고 전압의 전기를 이용하여 포도주를 숙성시키는 연구가 진행되고 있으며, 전문 포도주 감정사들에 의해 평가 받고 있다. 또한 ‘Clef du Vin’이라는 금속 물체가 있는데, 이것을 몇 초간 포도주에 담그면 몇 년간 숙성된 효과가 발생한다.